# Torgelow-Holländerei
Torgelow-Holländerei este o comună din landul Mecklenburg-Pomerania Inferioară, Germania.